# Heteronotus pompanoni
Heteronotus pompanoni är en insektsart som beskrevs av Boulard 1980. Heteronotus pompanoni ingår i släktet Heteronotus och familjen hornstritar. Inga underarter finns listade i Catalogue of Life.